# Rob Overseer
Rob Overseer (Leeds, 7 de agosto de 1973 (51 años) quien publica su música con el mismo nombre) es un Dj inglés de Drum & Bass, Big Beat y BreakBeat, cuyo trabajo ha sido incluido en la banda sonora de Animatrix, Snatch, Any Given Sunday y The Girl Next Door, y también en videojuegos como Need for Speed: Underground SSX 3 y NFL Gameday 2004, entre otros. Sus canciones son frecuentemente usadas en anuncios comerciales como Hairdo para Vodafone, y se incluyó Velocity Shift en el comercial de Mitsubishi.

## Discografía

### Álbumes
- Wreckage (2003 - Columbia)
- Wreckage (2005 - When! Records)

### Mezclas
- Adam F. feat. MOP - "Stand Clear" (Overseer Retake) - (2002)
- Kaiser Chiefs - "I Predict a Riot" (Overseer Remix) - (2005)
- Overseer - "Slayed" (Kostas Petropoulos Mix)  - (2005)

### Compilaciones
- Blade: Trinity OST (2004) - Velocity shift
- Blade: Trinity OST (2004) - Silva Screen: Skylight
- The Animatrix OST (2000) - Supermoves (Animatrix remix)
- Need For Speed Underground - Supermoves, Doomsday
- TOCA Touring Car series (PSOne game) - Supermoves
- SSX3 - Screw up
- Gran Turismo 3 - Stompbox
- Shaun White Snowboarding - Stompbox
- Edgar Torronteras Extreme Biker - Stompbox
- Snatch - Supermoves
- Any Given Sunday OST - Stompbox